# Kajetan Catanoso
Kajetan Catanoso, wł. Gaetano Catanoso (ur. 14 lutego 1879 w Chorio di San Lorenzo, w regionie Kalabria, we Włoszech, zm. 4 kwietnia 1963) – włoski ksiądz, święty katolicki.

## Życiorys
Jego rodzice byli zamożnymi właścicielami ziemskimi. Święcenia kapłańskie otrzymał w 1902. Od 1904 do 1921 pracował w wiejskiej parafii Pentidattilo. Wydawał biuletyn „Najświętsze Oblicze”, a w 1920 założył „Konfraternię Najświętszego Oblicza”.
2 lutego 1921 przeniesiono go na większą parafię Santa Maria de la Candelaria, gdzie pozostał do 1940. Jako proboszcz Candelarii, ożywiał nabożeństwa do Eucharystii i Najświętszej Maryi Panny, otwierał instytuty, promował naukę katechizmu, a także walczył z przekleństwami i profanacją dni świętych. Pomagał dzieciom i młodzieży oraz opuszczonym osobom starszym, księżom, którzy byli odizolowani i bez wsparcia. Pomagał też rewitalizować kościoły i tabernakula niemające już opiekunów.
Od 1921 do 1950 był spowiednikiem zgromadzeń zakonnych, kapelanem w więzieniu w Reggio Calabria, w szpitalu, a także kierownikiem duchowym w seminarium arcybiskupim.
W 1934 ojciec Catanoso założył „Zgromadzenie córek św. Weroniki, misjonarek Świętego Oblicza”, którego misją była nieustanna modlitwa zadośćuczyniająca, służba liturgiczna, katechizacja, pomoc dzieciom, młodzieży, kapłanom i osobom starszym. Pierwszy dom otwarto w Riparo w Kalabrii.
Początkowo arcybiskup ograniczył działalność Zgromadzenia, dopiero 25 marca 1958 konstytucje Zgromadzenia zostały w diecezji zatwierdzone.

### Beatyfikacja i kanonizacja
Ojciec Catanoso został beatyfikowany przez Jana Pawła II 4 maja 1997.
Postulatorem sprawy kanonizacyjnej był ksiądz Giuseppe D’Ascola, który poznał ojca Kajetana w seminarium duchownym. Przyszły święty był jego ojcem duchownym.
Benedykt XVI kanonizował go 23 października 2005 na placu świętego Piotra na zakończenie Roku Eucharystii.